# Aleksandra Wolczyńska
Aleksandra Wolczyńska (1º agosto 1997) è una lottatrice polacca, specializzata nella lotta libera.

## Palmarès
- Europei

Varsavia 2021: bronzo nei 65 kg.